# François Sevez
François Sevez, né le 22 novembre 1891 à Chambéry et mort accidentellement le 29 février 1948 à Ichenheim, en Allemagne, est un général de corps d'armée français.
Il s'illustre notamment au cours de la Seconde Guerre mondiale au commandement de la 4e division marocaine de montagne (4e DMM) en 1944.
Le 7 mai 1945, il représente la France et contresigne la capitulation allemande, à Reims, en tant que second du général Juin.

## Biographie

### Famille
François Laurent Sevez est issu d'une famille savoyarde. Il est le fils de Pierre Clément François Sevez, conseiller à la cour d'appel, né à Le Bourget-du-Lac, et de Marie Modeste Antoinette Christillin, née à Saint-Jean-de-Maurienne.

### Formation
Il suit des études au lycée de Chambéry puis à la faculté de droit de Lyon.

### Première Guerre mondiale
Il s'engage le 5 octobre 1911 au 97e régiment d'infanterie alpine. Sous-Lieutenant de réserve le 1er avril 1913, il obtient d'être maintenu en activité jusqu'au 1er avril 1914. Il est mobilisé quelques mois plus tard et est affecté au 359e régiment d'infanterie alpine (réserve du 159e). Engagé à de nombreuses reprises en première ligne, il combat à Verdun et participe à l'offensive du Chemin des Dames.
Il est blessé cinq fois, notamment le 16 novembre 1914 et le 9 juillet 1917 et cité trois fois. Il est fait chevalier de la légion d'honneur.
En 1918, il est capitaine à 27 ans et décide de rester dans l'armée d'active.

### Armée d'occupation du Rhin (1918-1924)
De 1918 à 1924, il est à l'état-major de l'armée d'occupation du Rhin (général Mangin puis général Degoutte). 

### Pacification du Maroc (1927-1935)
Après un stage à l'École de guerre, il est nommé chef de bataillon et part pour le Maroc en 1927 où il prend le commandement du 1er bataillon du 4e régiment étranger. Il est nommé par la suite à l'état-major de la région de Marrakech et du commandement supérieur des troupes du Maroc. Après huit années passées dans le pays, il retourne en France en 1935. 

### Conseil supérieur de la guerre
Il sert au Conseil supérieur de la guerre, auprès du général Georges, inspecteur général de l'Afrique du Nord. En 1938, il suit les cours du Centre des hautes études militaires ; il accède au grade de colonel le 31 août 1939.

### Seconde Guerre mondiale
En 1940, il combat en Belgique. Après s'être embarqué dans les derniers à Dunkerque, il passe en Angleterre, puis retourne en Normandie pour former une division légère, formée sur place, la 32e. Encerclé, il est fait prisonnier. Il est libéré en 1941. 
En 1942, il passe en Algérie pour rejoindre le général Juin qui le prend comme chef d'état-major. Nommé général de brigade le 20 août, il participe à la campagne de Tunisie puis prend le commandement de la 4e DMM en septembre 1943 et participe à la campagne d'Italie au sein du corps expéditionnaire français puis à la libération de l'Alsace.
Le 7 mai 1945, alors général de corps d'armée, il contresigne, en présence de Alfred Jodl et de l'américain Walter B. Smith, chef d'état-major du général Eisenhower, la capitulation allemande, à Reims, en tant que second du général Juin, le chef d'état-major de la Défense nationale.
En octobre 1945, il suit le général de Monsabert placé au commandement des troupes de l'armée française d'occupation en Allemagne.

### Après-guerre
De 1945 à 1948, le Général Sevez commande successivement le 1er corps d'armée en Allemagne puis les troupes françaises d’occupation en Allemagne à partir de 1946 (il succédera au général de Monsabert avec qui il avait combattu en Italie).
Il est victime d'un accident de chasse le 29 février 1948 près d'Offenbourg (sud-ouest de l'Allemagne), atteint en plein cœur par la balle d'un autre chasseur ayant ricoché sur la peau épaisse d'un sanglier.

## États de service après 1939
- commandant du 13e régiment de tirailleurs algériens, du 7 juillet 1939 au 29 mai 1940
- commandant des éléments d'une division d'infanterie nord-africaine, du 29 mai 1940 au 7 juin 1940
- commandant des éléments de la 1re division d'infanterie nord-africaine, du 7 juin 1940 au 16 juin 1940
- commandant de la 32e division légère d'infanterie, du 16 juin 1940 au 18 juin 1940
- en captivité puis rapatrié sanitaire, du 18 juin 1940 au 27 octobre 1941
- placé en congé d'armistice, le 27 octobre 1941
- réintégré et en mission hors cadres comme chef de la 1re section de l'état-major de la Défense Nationale, du 1er janvier 1942 au 10 mai 1942
- affecté à l'état-major du commandement en chef des forces terrestres, aériennes ainsi que des éléments maritimes de défense du littoral de l'Afrique du Nord, du 10 mai 1942 au 1er juillet 1942
- chef d'état-major du commandement en chef des forces terrestres, aériennes ainsi que des éléments maritimes de défense du littoral de l'Afrique du Nord, du 1er juillet 1942 au 3 juin 1943
- chef d'état-major du commandement en chef des forces terrestres d'Afrique française du Nord et d'Afrique-Occidentale française, du 3 juin 1943 au 1er septembre 1943
- chef d'état-major du corps expéditionnaire français en Italie, du 24 août 1943 au 1er septembre 1943
- commandant de la 4e division marocaine de montagne, du 1er septembre 1943 au 21 décembre 1944
- commandant du secteur des Alpes, du 30 septembre 1944 au 26 novembre 1944
- commandant du secteur de Mulhouse, du 26 novembre 1944 au 1er septembre 1945
- chef d'état-major adjoint de la Défense nationale, du 21 juin 1944 au 1er septembre 1945
- commandant du 1er corps d'armée, du 1er septembre 1945 au 6 juin 1946.
- adjoint au commandant en chef de la zone d'occupation française en Allemagne et commandant supérieur des troupes françaises d'occupation en Allemagne, du 6 juin 1946 au 29 février 1948.

## Distinctions

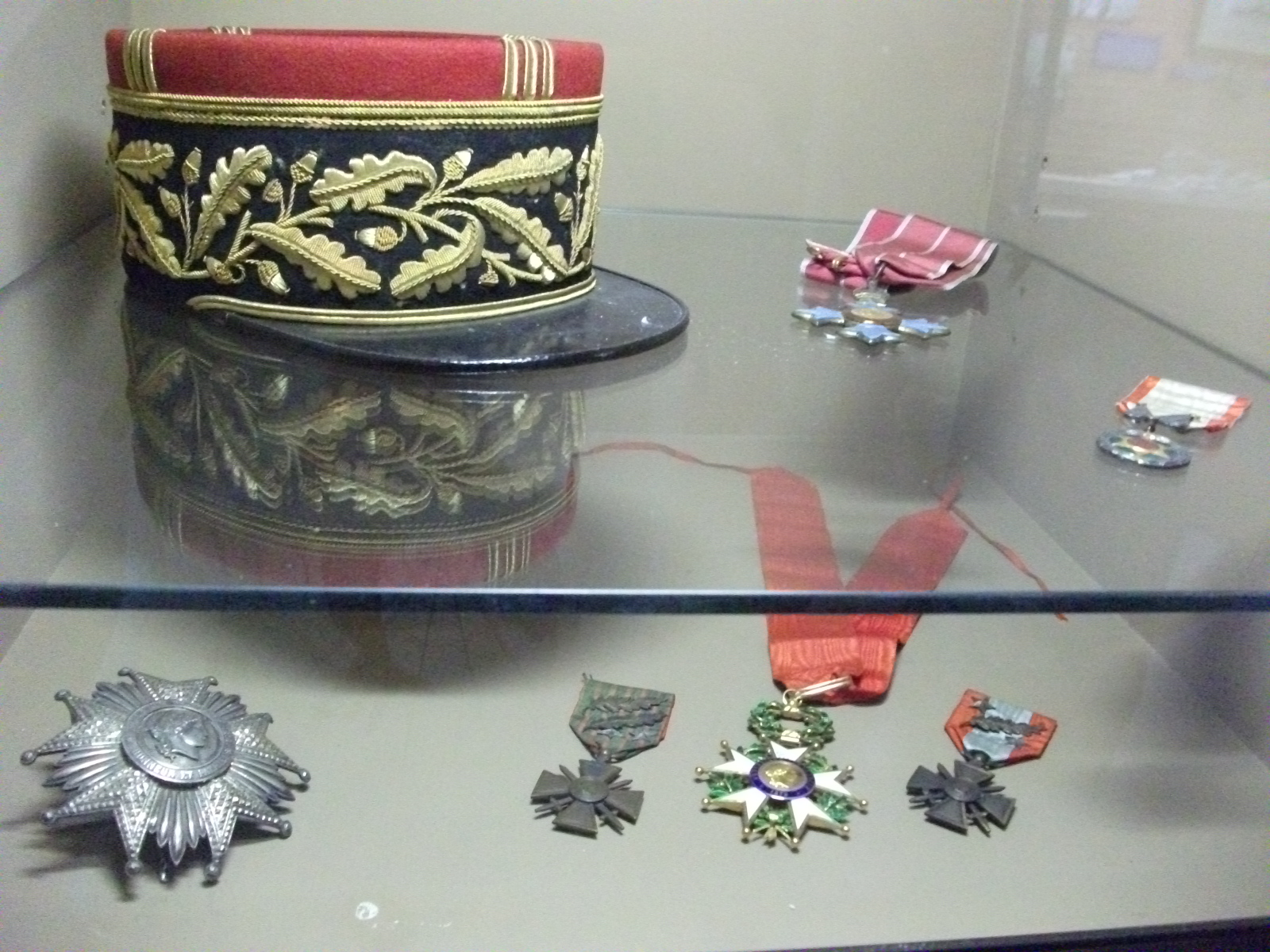
Képi et décorations du général François Sevez conservés au Musée de la Reddition de Reims.

### France
- Grand officier de la Légion d'honneur : Chevalier (10 juin 1915), Officier (16 juin 1920), Commandeur (31 décembre 1939), Grand Officier (8 mai 1945).
- Croix de guerre 1914–1918 avec 1 palme et 2 étoiles d'argent.
- Croix de guerre 1939–1945 avec 2 palmes.
- Croix de guerre des Théâtres d'opérations extérieurs avec 1 palme et 1 étoile de vermeil et 1 étoile de bronze.
- Médaille interalliée de la Victoire.
- Médaille commémorative de la Grande Guerre.
- Médaille coloniale avec agrafes « Maroc » et « Sahara ».

### Autres distinctions
- Chevalier de l'ordre de la Couronne Belgique
- Commandeur en chef de la Légion du Mérite  États-Unis
- Commandeur du Ouissam alaouite  Maroc
- Ordre du Bain  Royaume-Uni
- Chevalier de l'ordre militaire Virtuti Militari (Pologne)[5]
- Ordre du Mérite 1re classe,  Liban
- Grand officier du Nichan Iftikhar,  Tunisie
- Chevalier de l'ordre du Dragon d'Annam